# Даль, Мария
Мария Даль (в девичестве Гроссет, 1872—1972) — немецкий зоолог, арахнолог и карцинолог. Жена зоолога и арахнолога Фридриха Даля. Помогала ему издавать Die Tierwelt Deutschlands, а после смерти мужа занималась изданием самостоятельно. Опубликовала несколько книг о пауках и закончила работу над книгой Ф. Даля о Меланезии. Родила четверых детей. Прожила 99 лет.
Происходила из Российской империи (современная Полтавская область Украины).